# Cristina Pérez Díaz
Cristina Pérez Díaz (Las Palmas de Gran Canaria; 30 de octubre de 1965) es una atleta retirada española especialista en pruebas de velocidad.

## Trayectoria
Con 17 abandona su ciudad natal para marcharse a entrenar a la residencia Blume en Madrid junto al entrenador Manuel Pascua. En 1987 logró la medalla de bronce en el Campeonato Europeo de Atletismo en Pista Cubierta celebrado en Liévin en la prueba de 400 m lisos. Su mejor año fue 1988 donde batió durante la temporada siete récords de España (100 m, 200 m, 4x100 y 400 m vallas) lo que le permitió obtener marca mínima para acudir a los Juegos de Seúl en cuatro pruebas. En la ciudad asiática sólo participó en la prueba de 400 metros vallas, alcanzando las semifinales y batiendo por dos veces el récord de España. Su marca de 55.23 obtenida en las semifinales de los Juegos permaneció como récord de España hasta 2021. En los Juegos de Barcelona en 1992 formó parte del equipo del relevo 4x400 siendo eliminada en primera ronda junto al resto del equipo al finalizar en 6.ª posición en su serie de clasificación. Estuvo casada con el doctor Eufemiano Fuentes.